# Saint-Christophe, Eure-et-Loir
Saint-Christophe är en kommun i departementet Eure-et-Loir i regionen Centre-Val de Loire strax norr om centrala Frankrike. Kommunen ligger i kantonen Châteaudun som tillhör arrondissementet Châteaudun. År 2022 hade Saint-Christophe 148 invånare.

## Befolkningsutveckling
Antalet invånare i kommunen Saint-Christophe
Referens:INSEE